# Giuseppe Di Vittorio

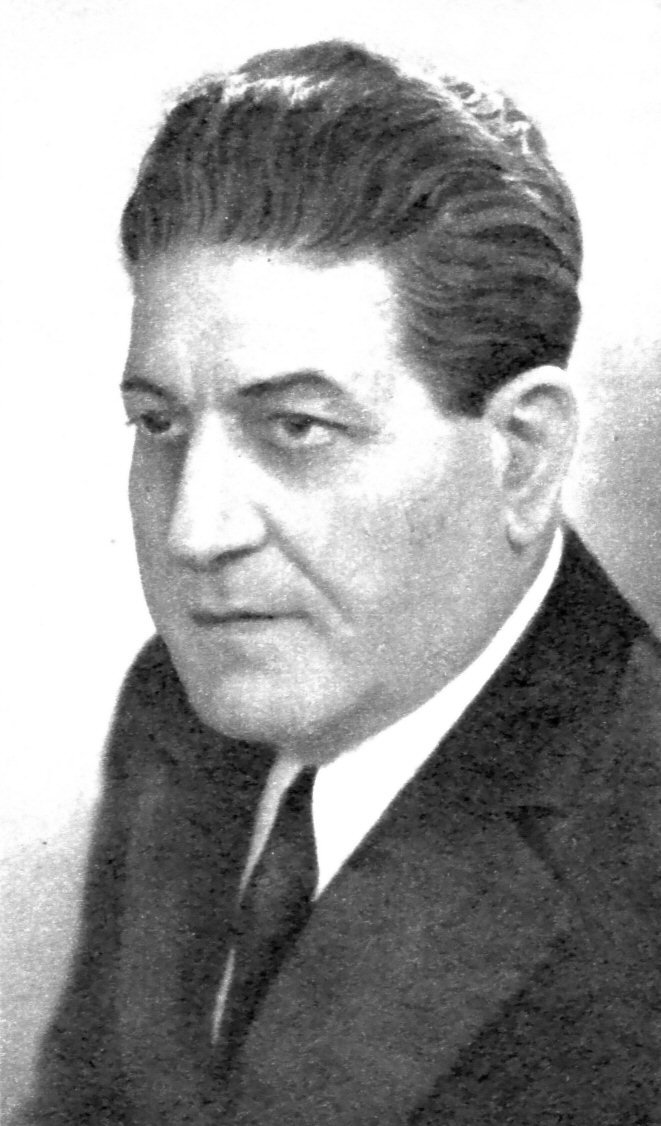
Giuseppe Di Vittorio

Giuseppe Di Vittorio (* 11. August 1892 in Cerignola; † 3. November 1957 in Lecco) war ein italienischer kommunistischer Gewerkschaftsfunktionär.

## Leben
Bereits im Alter von 19 Jahren trat er 1911 dem Gewerkschaftsbund bei und wurde 1913 Mitglied des Zentralkomitees des Gewerkschaftsbundes. Er begann seine Laufbahn als gewerkschaftlicher Organisator von Landarbeitern. Im Juni 1914 nahm er an der „Roten Woche“ teil, die zur Ausrufung der Republik Ancona führte, floh aber nach der Niederschlagung dieses Aufstands und dem Beginn des Ersten Weltkrieges in die Schweiz. Kurz darauf kehrte er nach Italien zurück und leistete zwischen 1915 und 1918 seinen Militärdienst.
Di Vittorio, der 1924 Mitglied der Kommunistischen Partei Italiens (PCI) wurde, wurde in den 1920er Jahren mehrfach verhaftet und floh 1925 nach seiner Verurteilung zu einer zwölfjährigen Freiheitsstrafe nach Frankreich. 1936 ging er nach Spanien, wo er zu den Organisatoren der Internationalen Brigaden während des Spanischen Bürgerkrieges gehörte. Nach seiner Rückkehr nach Frankreich wurde er 1937 Herausgeber der kommunistischen Tageszeitung La voce degli Italiani, ehe er 1941 nach seiner Verhaftung zusammen mit Bruno Buozzi nach Italien ausgeliefert wurde und sich dort bis 1943 in der Verbannung auf der Insel Ventotene befand.
Im Juni 1944 erfolgte seine Wahl zum Generalsekretär des neugegründeten Allgemeinen Gewerkschaftsbundes Italiens (Confederazione Generale Italiana del Lavoro).
Zugleich wurde er nach dem Zweiten Weltkrieg 1948 Mitglied der Abgeordnetenkammer (Camera dei deputati) und gehörte dieser bis zu seinem Tode an.
Auf dem II. Weltgewerkschaftskongress wurde er im Juli 1949 als Nachfolger von Walter Citrine, 1. Baron Citrine zum Präsidenten des Weltgewerkschaftsbundes gewählt. Dieses Amt bekleidete er nach seinen Wiederwahlen auf dem III. Weltgewerkschaftskongress im Oktober 1953 in Wien sowie auf dem IV. Weltgewerkschaftskongress im Oktober 1957 in Leipzig bis zu seinem Tode. Nachfolger wurde anschließend Agostino Novella.
Er war einer der bekanntesten und populärsten Gewerkschaftsführer und Politiker Italiens.